# Body Blows
Body Blows – komputerowa gra typu bijatyka "jeden na jednego". W swoim czasie była konkurentem gry Street Fighter II.
Gra doczekała się sequela o nazwie Body Blows Galactic.